# Firefox Lockwise
Firefox Lockwise là trình quản lý mật khẩu của trình duyệt web Firefox. Trên máy tính để bàn, Lockwise chỉ đơn giản là một phần của Firefox; trong khi trên iOS và Android, nó cũng có sẵn dưới dạng một ứng dụng độc lập.
Nếu Đồng bộ hóa Firefox được kích hoạt (bằng tài khoản Firefox), thì Lockwise sẽ đồng bộ hóa mật khẩu giữa các bản cài đặt Firefox trên các thiết bị. Nó cũng tích hợp sẵn trình tạo mật khẩu ngẫu nhiên.

## Lịch sử
Được phát triển bởi Mozilla, ban đầu nó được đặt tên là Firefox Lockbox vào năm 2018. Nó được đổi tên thành "Lockwise" vào tháng 5 năm 2019. Phiên bản dành cho iOS được ra mắt vào ngày 10 tháng 7 năm 2018 như là một phần của chương trình Test Pilot. Ngày 26 tháng 3 năm 2019, nó đã được phát hành cho Android.
Trên máy tính để bàn, Lockwise khởi đầu là một tiện ích trình duyệt. Bản alpha được phát hành từ tháng 3 đến tháng 8 năm 2019. Từ phiên bản Firefox 70, Lockwise đã được tích hợp vào trình duyệt (có thể truy cập tại about:logins), thay thế trình quản lý mật khẩu cơ bản được hiện trong cửa sổ popup.